# 1109 (szám)
Az 1109 (római számmal: MCIX) az 1108 és 1110 között található természetes szám.

## A szám a matematikában
A tízes számrendszerbeli 1109-es a kettes számrendszerben 10001010101, a nyolcas számrendszerben 2125, a tizenhatos számrendszerben 455 alakban írható fel.
Az 1109 páratlan szám, prímszám. Kanonikus alakja 11091, normálalakban az 1,109 · 103 szorzattal írható fel. Két osztója van a természetes számok halmazán, ezek növekvő sorrendben: 1 és 1109.
Az 1109 huszonhat szám valódiosztó-összegeként áll elő, ezek közül a legkisebb a 3355.

## Csillagászat
- 1109 Tata kisbolygó